# Kometa Humasona
C/1961 R1 (lub kometa Humasona) – kometa długookresowa odkryta przez Miltona L. Humasona w roku 1961.
Orbita komety C/1961 R1 ma kształt bardzo wydłużonej elipsy o mimośrodzie 0,99. Jej peryhelium znajduje się w odległości 2,13 j.a. od Słońca i kometa przeszła przez nie 10 grudnia 1962 roku. Nachylenie orbity względem ekliptyki to wartość 153,28˚.
Średnica jądra szacowana jest na ok. 41 km.